# Jaroslav Jan Paulík
Jaroslav Jan Paulík (20. února 1895, Pelhřimov – 13. května 1945, Dreibergen) byl český spisovatel, překladatel, divadelní a filmový kritik. Psal mj. cestopisy, fejetony a texty k trampským písním. Jeho barvité prózy bývají někdy řazeny k poetismu.
Maturoval roku 1914 na gymnáziu v Pelhřimově. Poté vystudoval češtinu a francouzštinu na Filozofické fakultě Univerzity Karlovy, roku 1929 zde získal doktorát, když obhájil práci o Emanuelu Bozděchovi. Z francouzštiny později i překládal (Pierre Mac Orlan, Georges Simenon, Romain Rolland). Cesty po Evropě, Turecku a Alžírsku ho vedly k sepsání knihy cestopisných črt nazvané Sentimentální cesty (1931). Jeho velkým tématem byla též městská periferie, věnoval jí knihu Zadní Indie. Byl propagátorem trampingu, do trampského prostředí je situován román Arizona (1928). Texty fejetonového typu soustředil do souboru Technika flirtu neboli Umění nedokonale milovati se. I ve svých vážnějších prózách se soustředil na mezilidské vztahy (Utonulá, 1934; Ošklivá tvář lásky, 1940). Přispíval do různých periodik, do časopisu Rozpravy Aventina psal zejména divadelní kritiky, od září 1938 až do jejich zastavení v červnu 1941 byl šéfredaktorem Literárních novin. V letech 1921-1942 pracoval jako učitel na obchodní akademii v pražském Karlíně. Během německé okupace se zapojil do odboje, byl členem organizace Petiční výbor Věrni zůstaneme a Ústřední vedení odboje domácího. V září 1942 byl zatčen gestapem, odsouzen k deseti letům a vězněn pak až do konce války. Dožil se osvobození, ale několik dnů po něm zemřel ve vězeňské nemocnici na úplavici. Jeho zápisky z posledních dnů života zachránil německý spoluvězeň a byly posmrtně vydány pod názvem Grande aventure.